# Картер, Роберт
Роберт «Кинг» Картер (англ. Robert Carter I, Robert "King" Carter; 1662/63 — 4 августа 1732) — американский бизнесмен, плантатор и колонист в Виргинии и один из самых богатых людей в колониях.
Будучи президентом губернаторского совета Виргинской колонии, он исполнял обязанности губернатора Виргинии в 1726—1727 годах после смерти губернатора Хью Драйсдейла. Он получил прозвище «Король» из-за своего богатства, политической власти и автократических методов ведения бизнеса.

## Биография

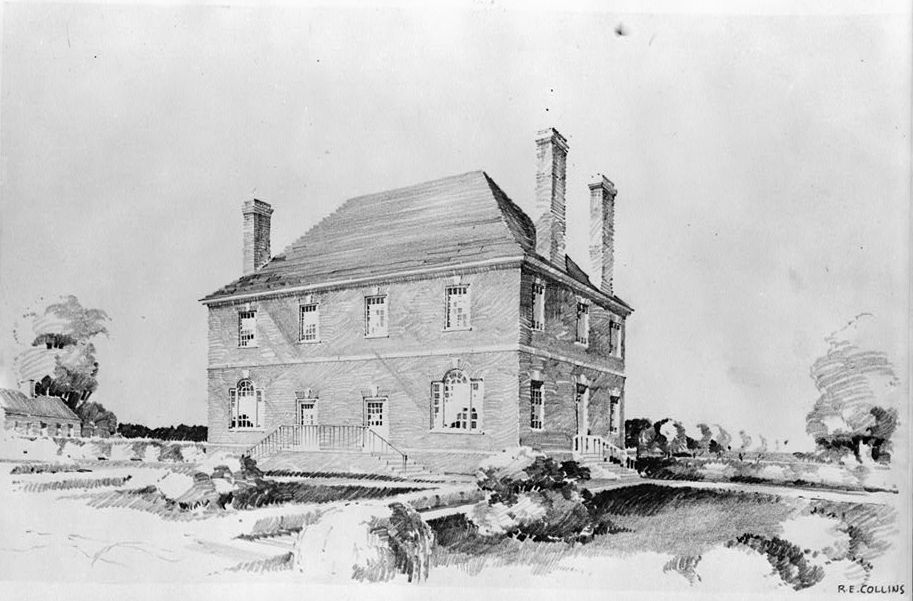
Номини-Холл, плантация семьи Картер в округе Уэстморленд, колония Виргиния. Построена в 1730 году Робертом Картером II на земле, купленной его отцом Робертом Картером I

Роберт «Король» Картер родился на плантации Коротоман в округе Ланкастер, колония Виргиния, в семье Джона Картера (1613—1669) из Лондона, Англия, и Сары Ладлоу (1635—1668) из Мейден-Брэдли, графство Уилтшир, иммигрантов в колонию Виргиния.
В 1688 году он женился на Джудит Армистед из местечка Хессе в округе Глостер, который был включен в состав округа Матьюс в 1691 году. После её смерти в 1699 году он вторично женился на Элизабет Лэндон в 1701 году.
В возрасте 28 лет Роберт Картер вошел в Генеральную ассамблею Виргинии как бюргер из округа Ланкастер, прослужив там пять лет подряд. В 1726 году, будучи председателем губернаторского совета, он исполнял обязанности губернатора Виргинии после смерти губернатора Хью Драйсдейла.
Как агент Томаса Ферфакса, 6-го лорда Ферфакса из Камерона, известного просто как лорд Ферфакс, Картер отбывал два срока. в общей сложности почти 20 лет в качестве агента компании Fairfax North Neck, колония Виргиния. Во время своего первого срока, 1702—1711 годы, он начал приобретать для себя большие участки земли в районе реки Раппаханнок в Виргинии. Картер приобрел около 20 000 акров (81 км²), в том числе плантацию Номини-Холл площадью 6000 акров (24 км²), также называемую «Номони» или «Номини», которую он приобрел в 1709 году у наследников полковника Николаса Спенсера. Последний был двоюродным братом лордов Калпеперов, от которых Ферфаксы унаследовали свои владения в Виргинии.
Когда в 1722 году Роберт Картер вновь стал представителем интересов лорда Ферфакса, занимая этот пост с 1722 по 1732 год, он обеспечил своим детям и внукам около 110 000 акров (450 км²) в Северном Перешейке, а также дополнительные земли в Виргинии к западу от гор Блу-Ридж.
Роберт Картер умер 4 августа 1732 года в округе Ланкастер, Виргиния. Его похоронили там, в Крайст-Черче. Он оставил своей семье 300 000 акров земли (1200 км²); 3000 рабов, считающихся личной собственностью; и 10 000 фунтов наличными, как указано в академическом генеалогическом исследовании, Генеалогии известных потомков Роберта Картера из Коротомана (1982), написанном Флоренс Тайлер Карлтон.

## Наследие
Когда лорд Ферфакс увидел некролог Картера в лондонском ежемесячнике «The Gentleman’s Magazine», он был поражен, прочитав об огромном личном богатстве, приобретенном его постоянным земельным агентом. Вместо того чтобы назначить на эту должность ещё одного виргинца, лорд Ферфакс договорился, чтобы его двоюродный брат, полковник Уильям Ферфакс, переехал в Виргинию в качестве земельного агента и получил оплачиваемую должность таможенного инспектора (сборщика налогов) в округе реки Потомак. Затем сам Томас Ферфакс с 1735 по 1737 год посетил свои обширные владения на Северном Перешейке, а в 1747 году переехал туда навсегда.

## Потомки
У Картера было пятеро детей от его первой жены, Джудит Армистед:
- Сара Картер (род. 1690)[3][5]
- Элизабет Картер (1692—1734), вышла замуж за Натаниэля Беруэлла[3][5].
- Джудит Картер (род. 1694), умерла в младенчестве раньше своей матери и похоронена рядом с ней в Церкви Христа[3][5].
- Джудит Картер (1695—1750), вышла замуж за Манна Пейджа (1691—1730)[3][5].
- Джон Картер (1696—1742), женился на Элизабет Хилл из Ширли Плантейшн[3][5][6]

У Картера было десять детей от его второй жены, Бетти Лэндон:
- Энн Картер (1702—1743), вышла замуж за Бенджамина Харрисона IV (1693—1745)[3]. Родители Бенджамина Харрисона V и бабушка и дедушка президента Уильяма Генри Гаррисона.
- Роберт Картер II (1704—1734), женился на Присцилле Черчилль[3]
- Сара Картер (1705—1705)[3]
- Бетти Картер (1705—1706)[3]
- Чарльз Картер (1707—1764), женился на Энн Берд, дочери полковника Уильяма Берда II[3][7].
- Ладлоу Картер (род. 1709)[3]
- Лэндон Картер (1710—1778), женился на Марии Берд, дочери полковника Уильяма Берда II[3].
- Мэри Картер (1712—1736), вышла замуж за Джорджа Брэкстона (родители Картера Брэкстона)[3].
- Люси Картер (1715—1763), вышла замуж за Генри Фицхью[3]
- Джордж Картер (1718—1742).

Среди его потомков были:
- Роберт Беруэлл (1720—1777), внук, член Палаты бюргеров Виргинии[8]
- Роберт Картер III (1727—1804)
- Картер Брэкстон (1736—1797), внук, подписавший Декларацию независимости
- Роберт Эдвард Ли (1807—1870), генерал армии Конфедеративных штатов.
- Роберт Рэндольф Картер (1825—1888), первый лейтенант армии Конфедеративных Штатов
- Джон Пейдж (1743—1808), 13-й губернатор Виргинии
- Манн Пейдж (1749—1781), делегат Виргинии на Континентальном конгрессе в 1777 год.
- Томас Нельсон Пейдж (1853—1922), посол США в Италии при администрации Вудро Вильсона
- Уильям Нельсон Пейдж (1854—1932), американский инженер-строитель и промышленник.
- Джеймс «Джентльмен Джим» Робинсон (1799—1875), один из самых богатых афроамериканцев в районе Манассаса. Его усадьба находилась между линиями армий Конфедерации и Союза во время двух крупных сражений Гражданской войны.